# 석계초등학교
석계초등학교는 대한민국 경상북도 경주시에 있는 공립 초등학교이다.

## 학교 연혁
- 1945년 10월 07일 사립광남학교 개교
- 1946년 04월 06일 입실국민학교 석계분교
- 1947년 09월 01일 석계국민학교 개교
- 1982년 03월 01일 석계국민학교 병설 유치원 개원(1학급 편성)
- 1988년 11월 21일 4개교실 및 현관 신축
- 1996년 03월 01일 석계초등학교로 교명 변경
- 2009년 03월 01일 디지털 교과서 연구학교 지정(3년 간)
- 2018년 03월 01일 농산어촌 공동교육과정
- 2020년 09월 01일 제32대 하성호 교장 취임
- 2021년 01월 14일 제71회 졸업식(3,669명)
- 2021년 03월 01일 4학급 편성

## 참고 자료
- 석계초등학교 - 한국교육학술정보원 학교알리미